# Comuna Petnjica
Comuna Petnjica (în muntenegreană Opština Petnjica) este o diviziune administrativă de ordinul întâi din Muntenegru. Reședința sa este orașul Petnjica.